# Coppa dei Balcani 1977-1978 (club)
La Coppa dei Balcani per club 1977-1978 è stata la sedicesima edizione della Coppa dei Balcani, la competizione per squadre di club della penisola balcanica e Turchia.
È stata vinta dagli jugoslavi del Rijeka, al loro primo titolo. Le gare dei gironi sono state disputate durante la stagione 1977-78, mentre le finali a dicembre 1978, quindi nella stagione 1978-79.

## Squadre partecipanti
Tutte le nazioni partecipano con una sola rappresentante. Le 6 squadre partecipanti vengono divise in due gironi. Il torneo è iniziato senza conoscere ancora il detentore dell'edizione precedente, poiché la finale Panathīnaïkos-Slavia Sofia è stata disputata nel marzo 1978, ovvero quando quella qui riportata era in dirittura d'arrivo.
| Squadra        | Stagione 1977-78        |
| -------------- | ----------------------- |
| Skënderbeu     | 12º (ultimo) in Albania |
| Slavia Sofia   | 5º in Bulgaria          |
| Arīs Salonicco | 6º in Grecia            |
| Rijeka         | 5º in Jugoslavia        |
| Jiul Petroșani | 7º in Romania           |
| Galatasaray    | 3º in Turchia           |

## Torneo

### Girone A
| Squadra        | Pti      | G        | V        | N        | P        | GF       | GS       | QR       |
| -------------- | -------- | -------- | -------- | -------- | -------- | -------- | -------- | -------- |
| Jiul Petroșani | 2        | 2        | 1        | 0        | 1        | 3        | 2        | 1.500    |
| Slavia Sofia   | 2        | 2        | 1        | 0        | 1        | 2        | 3        | 0.667    |
| Galatasaray    | ritirato | ritirato | ritirato | ritirato | ritirato | ritirato | ritirato | ritirato |

|             | Pet | Sla | Gal |
| ----------- | --- | --- | --- |
| Petroșani   |     | 3-0 | —   |
| Slavia      | 2-0 |     | —   |
| Galatasaray | —   | —   |     |

#### Risultati
| Sofia 3 maggio 1978 | Slavia Sofia | 2 – 0 | Jiul Petroșani | Stadio Slavia |

| Petroșani 24 maggio 1978 | Jiul Petroșani | 3 – 0 | Slavia Sofia | Stadionul Jiul |

### Girone B
| Squadra        | Pti | G | V | N | P | GF | GS | QR    |
| -------------- | --- | - | - | - | - | -- | -- | ----- |
| Rijeka         | 6   | 4 | 3 | 0 | 1 | 10 | 2  | 5.000 |
| Skënderbeu     | 4   | 4 | 2 | 0 | 2 | 3  | 8  | 0.375 |
| Arīs Salonicco | 2   | 4 | 1 | 0 | 3 | 3  | 6  | 0.500 |

|            | Rij | Skë | Sal |
| ---------- | --- | --- | --- |
| Rijeka     |     | 6-0 | 2-0 |
| Skënderbeu | 1-0 |     | 2-0 |
| Salonicco  | 1-2 | 2-0 |     |

#### Risultati
| Salonicco 19 ottobre 1977 | Arīs Salonicco | 2 – 0 | Skënderbeu | Stadio Charilaou |

| Fiume 23 novembre 1977 | Rijeka | 6 – 0 | Skënderbeu | Stadio Cantrida |

| Coriza 21 dicembre 1977                       | Skënderbeu | 1 – 0 | Rijeka | Stadiumi Skënderbeu |
| \| \| \| \| \| Rragami 66’ \| Marcatori \| \| |            |       |        |                     |
|                                               |            |       |        |                     |
| Rragami 66’                                   | Marcatori  |       |        |                     |

| Coriza 1º marzo 1978                                         | Skënderbeu | 2 – 0 | Arīs Salonicco | Stadiumi Skënderbeu |
| \| \| \| \| \| Xhambazi 16’ Muhaxhiri 25’ \| Marcatori \| \| |            |       |                |                     |
|                                                              |            |       |                |                     |
| Xhambazi 16’ Muhaxhiri 25’                                   | Marcatori  |       |                |                     |

| Data sconosciuta | Rijeka | 2 – 0 | Arīs Salonicco |  |

| Data sconosciuta | Arīs Salonicco | 1 – 2 | Rijeka |  |

### Finale
| Squadra 1      | Totale | Squadra 2 | Andata | Ritorno |
| -------------- | ------ | --------- | ------ | ------- |
| Jiul Petroșani | 2–4    | Rijeka    | 1–0    | 1–4     |

| Arbitro: | Čonkov (Bulgaria) |

|                                                                                     |            | |
| Mulțescu 52’                                                                        | Marcatori  | |
| Cavaj Kassai Orahu Petcu Stojica Ciupitu Salagan Mulțescu Guran Stoichiţă Bucurescu | Formazioni | Avramović Filipović Machin Cukrov Radin Juričić Bursać (52' Mijač) Fegic Tomić (62' Desnica) Ružić Jerolimov |
| Oaidă                                                                               | Allenatori | Brnčić |

| Arbitro: | Mosmopulos (Grecia) |

| |            | |
| Tomić 11’, 24’ Desnica 67’ (rig.), 71’                                                                   | Marcatori  | 55’ Mulțescu |
| Avramović Filipović Machin Cukrov Radin Juričić (78 Šestan) Mijač (66' Bursać) Fegic Tomić Ružić Desnica | Formazioni | Cavaj (72' Moise) Kassai Dragu Petre Stoicu Ciupitu Salaglan Mulțescu Dumitrache (69' Boca) Stoichiţă Bucurescu |
| Brnčić                                                                                                   | Allenatori | Oaidă |